# Anna Salińska
Anna Salińska (ur. 23 maja 1963) – polska lekkoatletka, specjalizująca się w pchnięciu kulą, halowa mistrzyni Polski.

## Kariera sportowa
Była zawodniczką Podlasia Białystok.
Na mistrzostwach Polski seniorek na otwartym stadionie zdobyła dwa brązowe medale w pchnięciu kulą - w 1984 i 1988. W halowych mistrzostwach Polski seniorek zdobyła dwa medale w tej samej konkurencji: srebrny w 1986 i brązowy w 1989.
Rekord życiowy w pchnięciu kulą: 16,03 (4.06.1988).